# Чемпионат мира по бегу по шоссе среди женщин 1988
Чемпионат мира по бегу по шоссе среди женщин 1988 года прошёл 20 марта в Аделаиде (Австралия). На старт вышли 73 спортсменки из 24 стран мира. Были разыграны два комплекта медалей — на дистанции 15 км в личном и командном зачёте.

## Итоги соревнований
Соревнования, до этого проходившие в конце года, впервые состоялись в марте, когда в Южном полушарии наступает осень. С момента предыдущего чемпионата прошло всего четыре месяца.
Норвежская бегунья Ингрид Кристиансен успешно защитила титул чемпионки мира. Как и в прошлом году, она с самого старта единолично возглавила забег и опередила ближайшую соперницу почти на две минуты. Через неделю Кристиансен завоевала ещё одну золотую медаль мирового первенства, на этот раз кроссового, прошедшего в соседней Новой Зеландии.
Вслед за Кристиансен в Аделаиде финишировала китаянка Ван Сютин: спортсменки из Поднебесной в 1988 году добились заметного прогресса, заняв второе и четвёртое место в личном первенстве и став серебряными призёрами в командном. Зоя Иванова из СССР дополнила индивидуальный пьедестал.
Каждая страна могла выставить до четырёх спортсменок. Сильнейшие сборные в командном первенстве определялись по сумме мест трёх лучших участниц. Во второй раз в истории золотые медали достались бегуньям из Советского Союза.

## Призёры
Курсивом выделены участницы, чей результат не пошёл в зачёт команды
| Дисциплина      | Золото                                                                   | Золото  | Серебро                                        | Серебро | Бронза                                                                | Бронза   |
| --------------- | ------------------------------------------------------------------------ | ------- | ---------------------------------------------- | ------- | --------------------------------------------------------------------- | -------- |
| 15 км           | Ингрид Кристиансен Норвегия                                              | 48.24   | Ван Сютин Китай                                | 50.18   | Зоя Иванова СССР                                                      | 50.28    |
| 15 км (команды) | СССР Зоя Иванова Екатерина Храменкова Людмила Матвеева Марина Родченкова | 21 очко | Китай Ван Сютин Чжун Хуаньди Ван Хуаби Ли Сюся | 31 очко | Португалия · Консейсан Феррейра · Альбертина Диаш · Альбертина Машаду | 37 очков |